# Brian Setzer Orchestra
Brian Setzer Orchestra är en amerikansk storbandsorkester som till den största delen spelar äldre swing musik som är lite upprockad. Brian Setzer, som bildade gruppen 1990, var tidigare sångare i rockabillygruppen Stray Cats som var populär under mitten av 1980-talet.

## Diskografi
Studioalbum
- 1994 – The Brian Setzer Orchestra
- 1996 – Guitar Slinger
- 1998 – The Dirty Boogie
- 2000 – Vavoom!
- 2002 – Boogie Woogie Christmas
- 2005 – Dig That Crazy Christmas
- 2007 – Wolfgang's Big Night Out
- 2009 – Songs from Lonely Avenue
- 2011 – Setzer Goes Instru-MENTAL!
- 2015 – Rockin' Rudolph

Livealbum
- 2001 – Jumpin' East of Java
- 2004 – The Ultimate Collection -- Recorded Live
- 2010 – Don't Mess with a Big Band: Live! (2xCD)
- 2010 – Christmas Comes Alive!
- 2014 – Rockabilly Riot! Live from the planet

Samlingsalbum
- 2002 – Best of The Big Band
- 2008 – The Best Of Collection - Christmas Rocks!
- 2008 – Ultimate Christmas Collection